# Teatre Infantil Orna Porat
El Teatre Infantil Orna Porat, (en hebreu: תיאטרון אורנה פורת לילדים) és un teatre de repertori infantil fundat en 1970 per la guanyadora del Premi Israel i actriu Orna Porat i Yigal Al·lon, el Ministre d'Educació de l'època. El teatre és el més antic del seu tipus a Israel. El teatre té la seu a la sala Yaron Yerushalmi del Centre Suzanne Dellal de Dansa i Teatre de Tel-Aviv.
El teatre és una organització pública sense finalitats de lucre, i tots els seus ingressos s'utilitzen per mantenir les seves activitats i avançar en les seves diverses metes. El teatre compta amb el suport del Ministeri d'Educació i del Municipi de Tel-Aviv-Yafo. El seu objectiu central és exposar al públic jove al teatre, presentant-li una experiència artística, així com fomentar els valors nacionals i universals a través de la trobada amb l'art.
Cada any el repertori de 20 obres de teatre es representa en l'escenari enfront de 400 000 persones, en festivals, esdeveniments i teatres, en l'Estat d'Israel i a l'estranger. El departament educatiu del teatre organitza els dies de teatre, trobades amb artistes i autors, i tallers per a nens i joves.
En 2010, el teatre va iniciar l'establiment del Festival Yaron - Un Món de Teatre, que es duu a terme anualment durant les festes de Purim, i inclou la representació d'algunes obres conegudes, i trobades amb artistes i autors de teatre.
En 2011, el teatre es va traslladar a l'edifici Ohel Shem situat al carrer Balfour, en Tel-Aviv. El director executiu del teatre és Ran Guetta i el director artístic és Yaki Mechrez.